# Malocampa puella
Malocampa puella är en fjärilsart som beskrevs av Dyar 1908. Malocampa puella ingår i släktet Malocampa och familjen tandspinnare. Inga underarter finns listade i Catalogue of Life.